# Gerbillus poecilops
Gerbillus poecilops é uma espécie de roedor da família Muridae.
Pode ser encontrada nos seguintes países: Arábia Saudita e Iémen.